# 西武D15形ディーゼル機関車

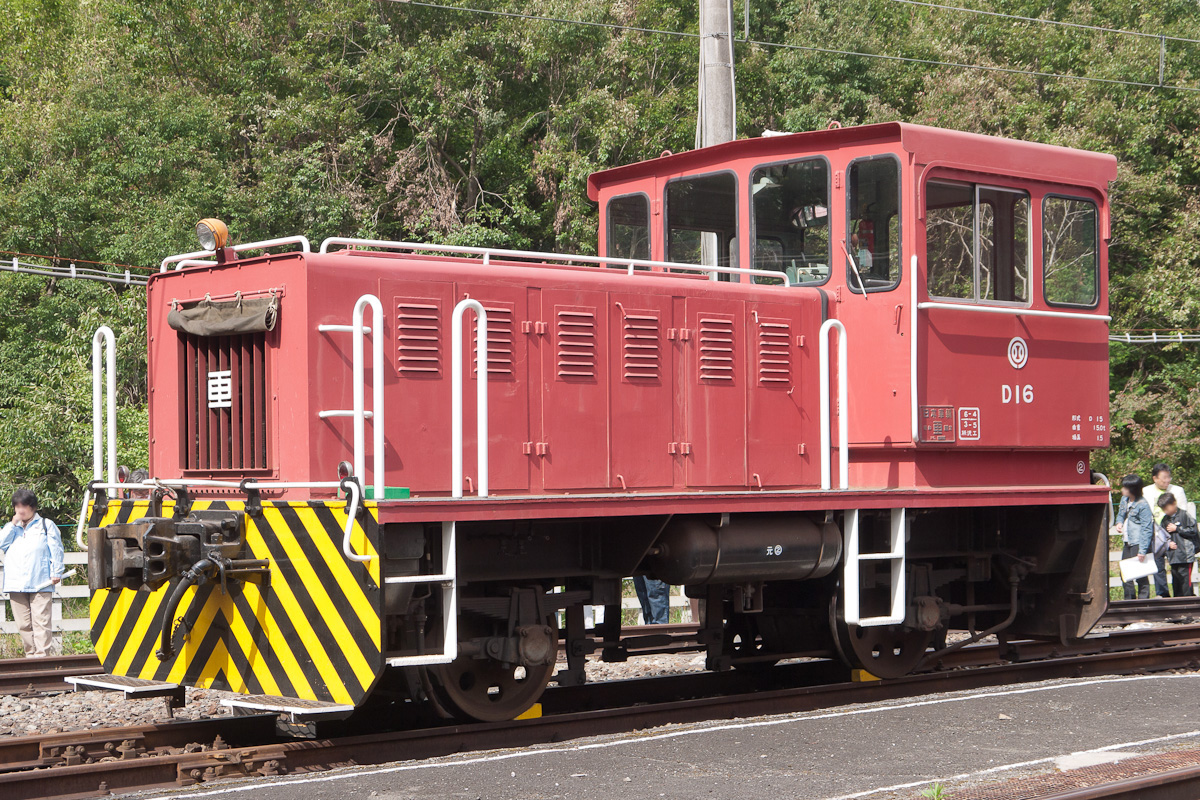
西武D15形ディーゼル機関車
（D16 2011年10月 横瀬車両基地）

西武D15形ディーゼル機関車（せいぶD15がたディーゼルきかんしゃ）は、西武鉄道のディーゼル機関車である。
D15・D16の2両が存在し、それぞれ異なる経歴を持つ。

## D15
かつて三菱マテリアル専用線で使用されていたディーゼル機関車（無車籍）。日本車輌製造で1969年（昭和44年）に製造された。1996年（平成8年）の貨物営業廃止により秩父鉄道に売却され、以降は広瀬川原車両基地の入換に使用されている。

## D16

### 概要
西武拝島線小川駅から伸びるブリヂストン東京工場専用線の入換機関車として、日本車輌製造で1969年（昭和44年）に製造された。同所の規格形入換機関車で、各地の専用線で見られた形の機関車であった。
1983年（昭和58年）のブリヂストン専用線廃止に伴い西武鉄道に譲渡され、D15形D16となり、D21形D22を置き換えた。
西武の旧型電気機関車標準のローズピンク塗装で、主に東横瀬駅・横瀬駅・横瀬車両管理所（当時）の入換に使用されていた。本線を自走することはなく、東横瀬 - 横瀬間を移動する場合は他の電気機関車に牽引されての回送であった。
1996年（平成8年）に西武鉄道の定期貨物列車が廃止されたことで同年11月5日付で除籍となったが、以後も横瀬車両基地に留置され、保存車などの構内入換に使用されている。

### 主要諸元
- 全長 - 6500 mm[3]
- 全高 - 3331 mm[3]
- 全幅 - 2740 mm[3]
- 車両重量 - 15.0 t[3]
- 機関型式 - DK10A
- 機関出力 - 158PS[3]